# Шадрина, Лидия Михайловна
Ли́дия Миха́йловна Ша́дрина (до замужества Голдо́бина; 1 апреля 1924 года, Новоликеево, Новоликеевская волость, Нижегородский уезд, Нижегородская губерния, РСФСР, СССР — 5 февраля 2016) — колхозница, Герой Социалистического Труда (1950).

## Биография
Родилась 1 апреля 1924 года в селе Новликеево Кстовского района. В 1942 году закончила Богородский сельскохозяйственный техникум и стала работать звеньевой полеводческого звена в колхозе имени Кирова.
В 1949 году полеводческое звено под руководством Лидии Голдобиной собрало 507,1 центнера картофеля с участка площадью 6 гектаров. За этот доблестный труд ей было присвоено звание Героя Социалистического Труда.
В 1951 году вместе со семьёй переехала в Пермскую область. До 1968 года работал заведующей детским садом Сосновского лесопункта. С 1968 года работала дояркой в совхозе «Нижегородец» Дальнеконстантиновского района Горьковской области.
Последние годы проживала в посёлке городского типа Ильиногорск Володарского района Нижегородской области.
Похоронена на кладбище деревни Борисово-Покровское Дальнеконстантиновского района.

## Награды
- Орден Ленина (1949);
- Герой Социалистического Труда — указом Президиума Верховного Совета СССР от 15 июня 1950 года (медаль № 5065);.
- Орден Ленина (1950);